# Lawton (Dacota do Norte)
Lawton é uma cidade localizada no estado norte-americano de Dacota do Norte, no Condado de Ramsey.

## Demografia
Segundo o censo norte-americano de 2000, a sua população era de 42 habitantes.
Em 2006, foi estimada uma população de 39, um decréscimo de 3 (-7.1%).

## Geografia
De acordo com o United States Census Bureau tem uma área de
2,6 km², dos quais 2,4 km² cobertos por terra e 0,2 km² cobertos por água. Lawton localiza-se a aproximadamente 462 m acima do nível do mar.

## Localidades na vizinhança
O diagrama seguinte representa as localidades num raio de 32 km ao redor de Lawton.